# Enclisis infernator
Enclisis infernator là một loài tò vò trong họ Ichneumonidae.